# Sarcotheca monophylla
Sarcotheca monophylla är en harsyreväxtart som först beskrevs av Jules Émile Planchon och Joseph Dalton Hooker, och fick sitt nu gällande namn av Hallier f.. Sarcotheca monophylla ingår i släktet Sarcotheca och familjen harsyreväxter. Inga underarter finns listade i Catalogue of Life.